# Daddapur, Bidar
Daddapur là một làng thuộc tehsil Bidar, huyện Bidar, bang Karnataka, Ấn Độ.